# Cássio de Jesus
Cássio de Jesus (São Paulo, 21 de noviembre de 1989-Brasil, 4 de marzo de 2025) fue un futbolista brasileño que jugó en la posición de defensa central.

## Carrera

### Club
| Periodo   | Club                     | Apariciones | Goles |
| --------- | ------------------------ | ----------- | ----- |
| 2009-2010 | Guarani FC               | 19          | 0     |
| 2009      | → Mogi Mirim EC (cedido) | 17          | 2     |
| 2009      | Concórdia AC             | 14          | 0     |
| 2010      | São Carlos FC            | 24          | 4     |
| 2011      | Tombense FC              | 15          | 0     |
| 2012      | EC Mamoré                | 26          | 0     |
| 2013      | CAP Uberlândia           | 20          | 0     |
| 2014      | AA Flamengo              | 7           | 0     |
| 2014      | Ituiutaba EC             | 11          | 0     |
| 2015      | Araxá EC                 | 16          | 0     |
| 2016–2017 | Semen Padang             | 62          | 2     |
| 2018–2019 | Kelantan FA              | 27          | 0     |
| 2019–2021 | PS Barito Putera         | 24          | 1     |
| 2022      | Hong Kong Rangers FC     | 6           | 1     |
| 2023-2024 | Navy FC                  | 7           | 1     |

### Selección nacional
Jugó para Brasil en la categoría sub-20 en 2007.

## Logros
- Equipo Ideal de la Liga 1 de Indonesia en 2017.[4]

## Muerte
Cássio murió en Brasil el 4 de marzo de 2025 a los 35 años a causa de una anemia aplásica.